# 1908
Cette page concerne l'année 1908 (MCMVIII en chiffres romains) du calendrier grégorien.
L'année 1908 est une année bissextile qui commence un mercredi.

## En bref
- 30 juin : événement de la Toungouska.
- 23 juillet : révolution des Jeunes-Turcs dans l’Empire ottoman.
- 5 octobre : indépendance du royaume de Bulgarie.
- 6 octobre : l’annexion de la Bosnie-Herzégovine par l’Autriche-Hongrie provoque la crise bosniaque.

## Événements

### Afrique
- 4 janvier : déposition du sultan du Maroc Abdelaziz par les oulémas de Fès et proclamation du sultan de Marrakech, Moulay Hafid, opposé aux accords d’Algésiras[1].

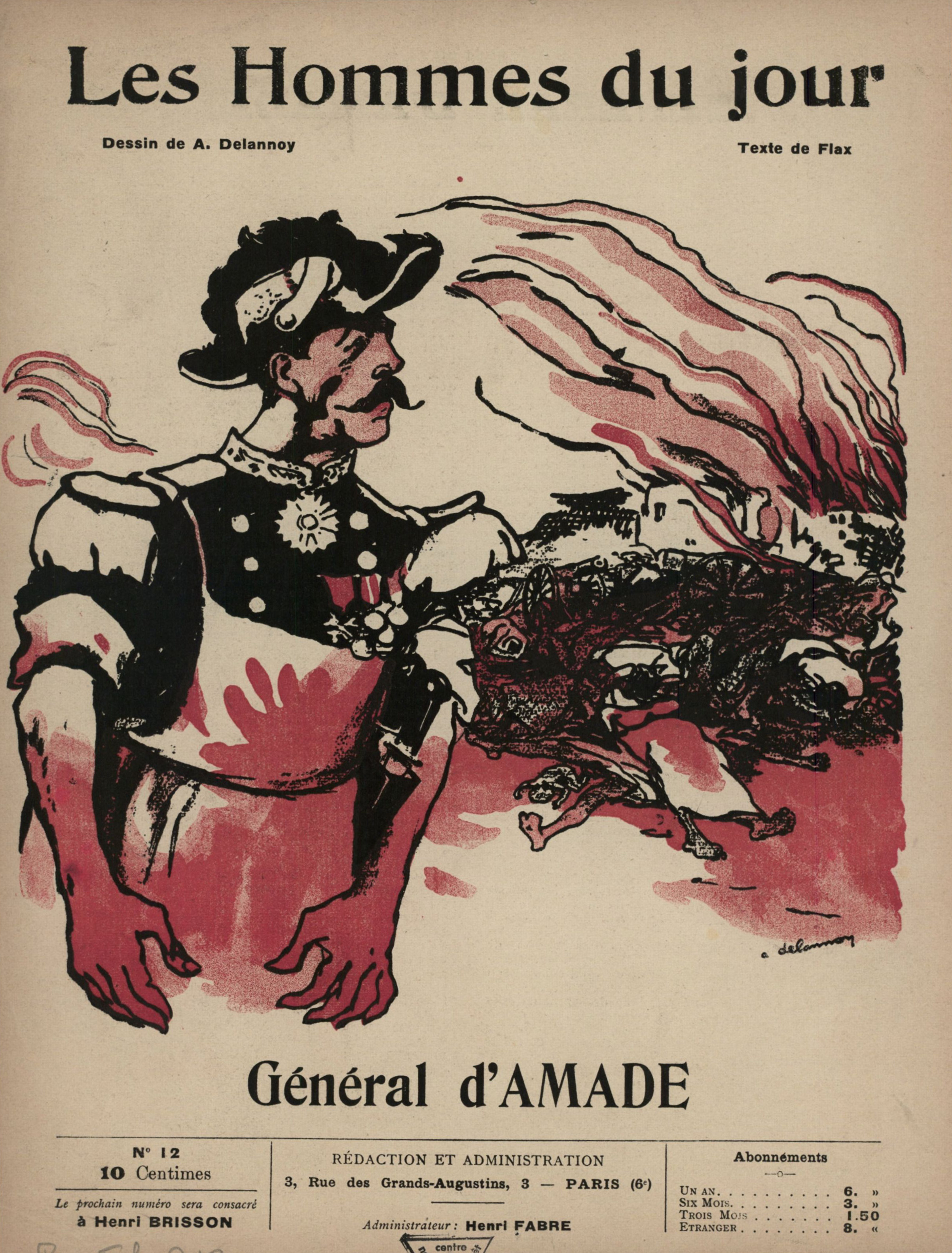
Caricature du Général d’Amade par Aristide Delannoy pour Les Hommes du jour (1908).

- 5 janvier : le général d’Amade prend le commandement du corps expéditionnaire chargé de la pacification du Maroc à Casablanca[2] ; il dirige la répression et mène de sanglants combats en février et en  mars contre les Chaouïa. Les effectifs sont portés à 14 000 hommes[3].
- 2 février : Alors que la France continue ces efforts dans la Campagne de la Chaouïa, les marocains remporteront la Bataille de Sidi El-Mekki.

- 18 février : William Merlaud-Ponty devient gouverneur général de l’AOF (fin en 1916)[4]. François Joseph Clozel le remplace comme gouverneur du Soudan français (fin en 1915)[5].
- 29 février : Alors que la France continue ces efforts dans la Campagne de la Chaouïa, les marocains remporteront la Bataille de Fakhakha (1908).

- 29 mars : victoire française sur le royaume du Ouaddaï au combat de Dokotchi[6].

- 1er mai : Gabriel Angoulvant, nommé le 18 février, prend ses fonctions de lieutenant-gouverneur de Côte d'Ivoire[7]. Face à l’insurrection des Abé, des Baoulé et des Bété, il entreprend la pacification du pays (1908-1916) : opérations militaires, internements, amendes de guerre, regroupement de villages[8].
- 16 mai : le général Lyautey est nommé haut-commissaire de la République française à la frontière algéro-marocaine[9].
- 19-23 mai : transfert de la capitale du Soudan occidental de Kayes à Bamako, après la construction de la cité administrative de Koulouba (1903-1907)[10].

- 10 juin : le commandant du territoire de Tombouctou-Niamey Laverdure bat les Touareg Igouadaren, Kel-Temoulaït et Imdedren à Banéi et obtient leur soumission[11].
- 16 juin : victoire française décisive sur le royaume du Ouaddaï au combat de Djoua[6].

- 3 août : interdiction du culte de l’Aberewa en Gold Coast[12].
- 19 août : l’armée du sultan du Maroc Moulay Abdelaziz est battue à Tamelelt près El’Kelaa par les forces de son frère Moulay Hafid, au sud du fleuve Oum Er R’bia. Abdelaziz abdique et se retire à Tanger[13].

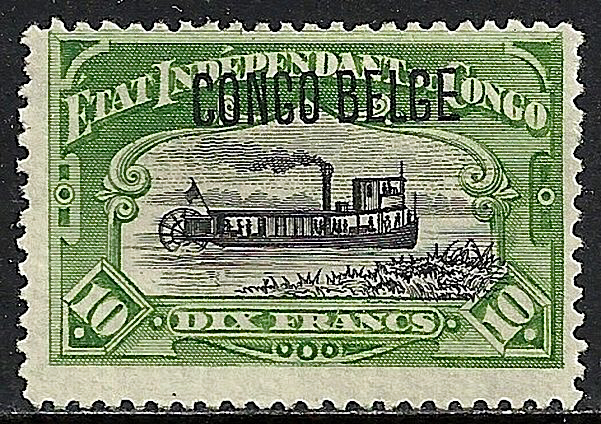
15 novembre : l’État indépendant du Congo devient le Congo belge.

- 19 octobre : la Chambre Belge vote l’annexion du Congo fondé par le roi des Belges Léopold II, effective le 15 novembre[14]. La Belgique adopte une « charte coloniale » adoptant le principe de « la colonisation rationnelle ».

- Décembre : prédication de Kamwana (en) au Nyassaland. Il baptise plus de 9 000 personnes au nom du mouvement religieux chrétien du Kitawala, adapté des Témoins de Jéhovah[15]. Il est arrêté en mars 1909, puis déporté aux Seychelles, ce qui suscite une révolte[16].

- Création du Peoples Union, premier parti politique du Nigeria[17].
- Création de l’association l’Aurore de Saint-Louis par de jeunes intellectuels sénégalais ayant étudié en Occident. Elle devient le Club des Jeunes Sénégalais en 1912 et se politise[18].

### Amérique
- 17 février, Mexique : Porfirio Díaz, interviewé par James Creelman, de la version américaine de la revue Pearson's Magazine,  annonce qu’il accepte la présence d’un candidat d’opposition aux élections de 1910[19]. Un grand propriétaire terrien, Francisco Indalecio Madero, prend l’initiative de réclamer des élections honnêtes dans son livre paru en décembre « La Succession présidentielle en 1910 », qui connaît un vif succès. Il crée un parti anti-réélectioniste qui menace le régime, puis est emprisonné[20].

- 2 juillet : coup d’État militaire au Paraguay. Le président Benigno Ferreira et destitué et remplacé par le vice-président, Emiliano González Navero (es) (fin en 1910)[21].

- 3 novembre : élection de William Howard Taft (R) comme Président des États-Unis[22].
- 10 novembre, Montana : le mouvement des Gédéons fait placer pour la première fois des bibles dans des chambres d'hôtel[23].
- 19 décembre : Juan Vicente Gómez évince par un coup d’État le dictateur Cipriano Castro au Venezuela et se maintient au pouvoir jusqu’à sa mort en 1935[24]. Le « tyran des Andes » s’impose aux autres caudillos et ouvre pour le Venezuela l’ère du pétrole, en distribuant des concessions aux compagnies britanniques et nord-américaines.

### Asie et Pacifique
- 12 mars : début d'un mouvement de protestation contre les corvées et les impôts dans la province de Quảng Nam en Annam (dit « révolte des cheveux coupés »). Le mouvement, non violent, s'étend aux provinces de Quảng Ngãi, Thừa Thiên et à la ville de Hué. Il se radicalise et des manifestations tournent à l'émeute le 16 avril dans le Bình Định[25]. Le pouvoir colonial envoie des troupes et le mouvement est arrêté dans son extension à la mi-mai au Phú Yên, après la capture des meneurs à Nha Trang et à Phan Thiết, puis s'essouffle  à partir du 15 juin[26].

- 13 et 16 mars, Palestine : des émeutes éclatent à Jaffa entre Juifs et Arabes[27]. Le gouvernement turc autorise les Arabes à posséder des armes.
- 3 avril : Arthur Ruppin arrive à Jaffa pour diriger le Bureau palestinien de l’Organisation sioniste et la Palestine Land Development Company (Hahsharat Hayishouv) pour l’acquisition, la vente et la mise en valeur de la terre en vue de l’installation de populations juives. Le 8 juin, il fonde une ferme expérimentale à Daleika, en Galilée, désormais appelée Kinneret[28]. Après la seconde vague d’émigration juive (1905-1907), il y a 85 000 Juifs en Palestine, soit 12 % de la population totale[29]. Parmi eux, de nombreux intellectuels et ouvriers russes, révolutionnaires et socialistes, ayant quitté la Russie après l’échec de la révolution de 1905, qui contribuent à créer les fondations de ce qui deviendra l’État d’Israël en 1948[30].

- 10 avril : l’activiste annamite Phan Châu Trinh est condamné à la déportation[31].
- 28 avril, Bali : chute de Klungkung. Après que le gouvernement néerlandais de Batavia a établi le monopole du commerce de l’opium (13 janvier), les Balinais se révoltent. Les troupes néerlandaises interviennent et le raja Dewa Agung Jambe II, réfugié au palais de Klungkung, est tué. Immédiatement ses six épouses se suicident (puputan), suivies par deux cents personnes de la suite du roi[32]. Un protectorat est imposé par les Néerlandais.

- 15 mai : élections législatives au Japon. Le Rikken Seiyūkai obtient 188 sièges sur 379[33].
- 20 mai : création du Budi Utomo par des étudiants indonésiens de Batavia[34]. Ce mouvement d’intellectuels contribuera à la formation de plusieurs leaders du mouvement nationaliste.

- 22 juin : incident du drapeau rouge à Tokyo[35].
- 28 juin : tentative d’empoisonnement au datura de la garnison française de Hanoï au Tonkin[36]. 80 soldats et 125 artilleurs du 9e Colonial sont empoisonnés par des artilleurs annamites obéissant aux révolutionnaires lettrés soutenus par la bande du Đề Thám[37].
- 30 juin : le bolide de la Toungouska produit une explosion estimée à 10 mégatonnes (environ mille fois la puissance de la bombe d’Hiroshima) et détruit 2 000 km2 de forêts près du lac Baïkal en Sibérie[38].

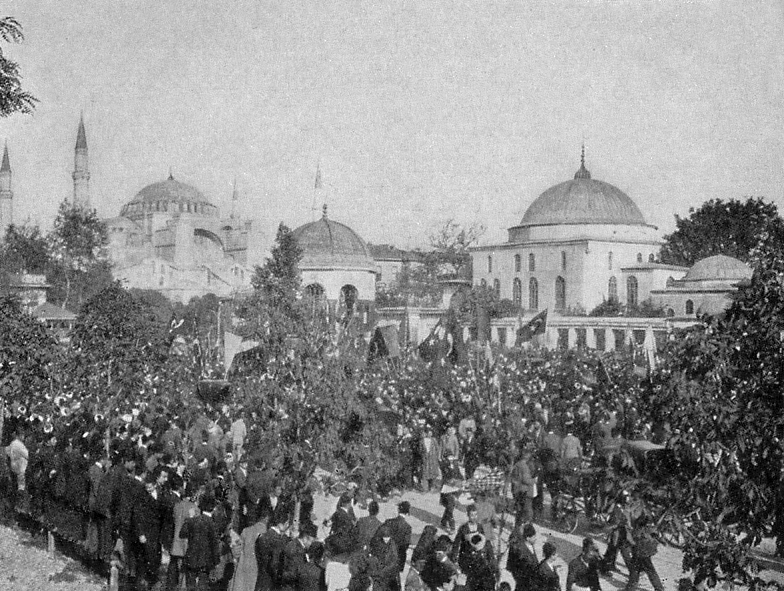
Manifestation contre le sultan à Constantinople.

- 3 juillet : début de la révolution des Jeunes-Turcs contre le gouvernement du Sultan ottoman (fin en 1909). Les 23-24 juillet, l’armée turque de Macédoine fait un coup d’État, obligeant le sultan à rétablir la Constitution de 1876 et à organiser des élections en octobre-novembre[39]. Les membres du Comité « Union et Progrès » rentrent d’exil et assument la charge du gouvernement. L’empire connaît des journées de liesse générale.

- 23 juillet, Inde : le militant nationaliste Bal Gangadhar Tilak est condamné à six ans de travaux forcés. Une grève générale éclate à Bombay en signe de protestation[40].

- 15 août : mission de Bénédictins sur la Drysdale River, au nord du Kimberley, en Australie[41]. Ils ne parviennent à entrer en contact avec les Aborigènes qu’en 1912.

- 28 septembre : le dalaï-lama se rend à Pékin et rencontre de nombreux diplomates, y compris français, tout en réaffirmant (audience du 14 octobre) la position du Tibet vis-à-vis de l’impératrice Cixi – celle d’une relation de « chapelain-patron » et rien de plus[42].

- 31 octobre : Trân Chânh Chiéu dit Gilbert Chieu (en) est arrêté par la police sous l'inculpation de complot contre la France en Indochine[43].

- 14 novembre, Chine : mort de Guangxu. Cixi désigne Puyi pour lui succéder[44].
- 15 novembre, Chine : mort de Cixi[44].

- 2 décembre, Chine : le dernier empereur mandchou Puyi monte sur son trône, à l’âge de trois ans[44], sous la régence de son père, Chun, qui chasse Yuan Shikai en janvier 1909 pour venger son frère l’empereur Guangxu[45].

- Déclaration du secrétaire d’État pour l’Inde, Lord Morley, qui fait valoir que l’intérêt du peuple indien est de voir se créer un corps médical indépendant, en encourageant le développement de la profession[46].

### Europe

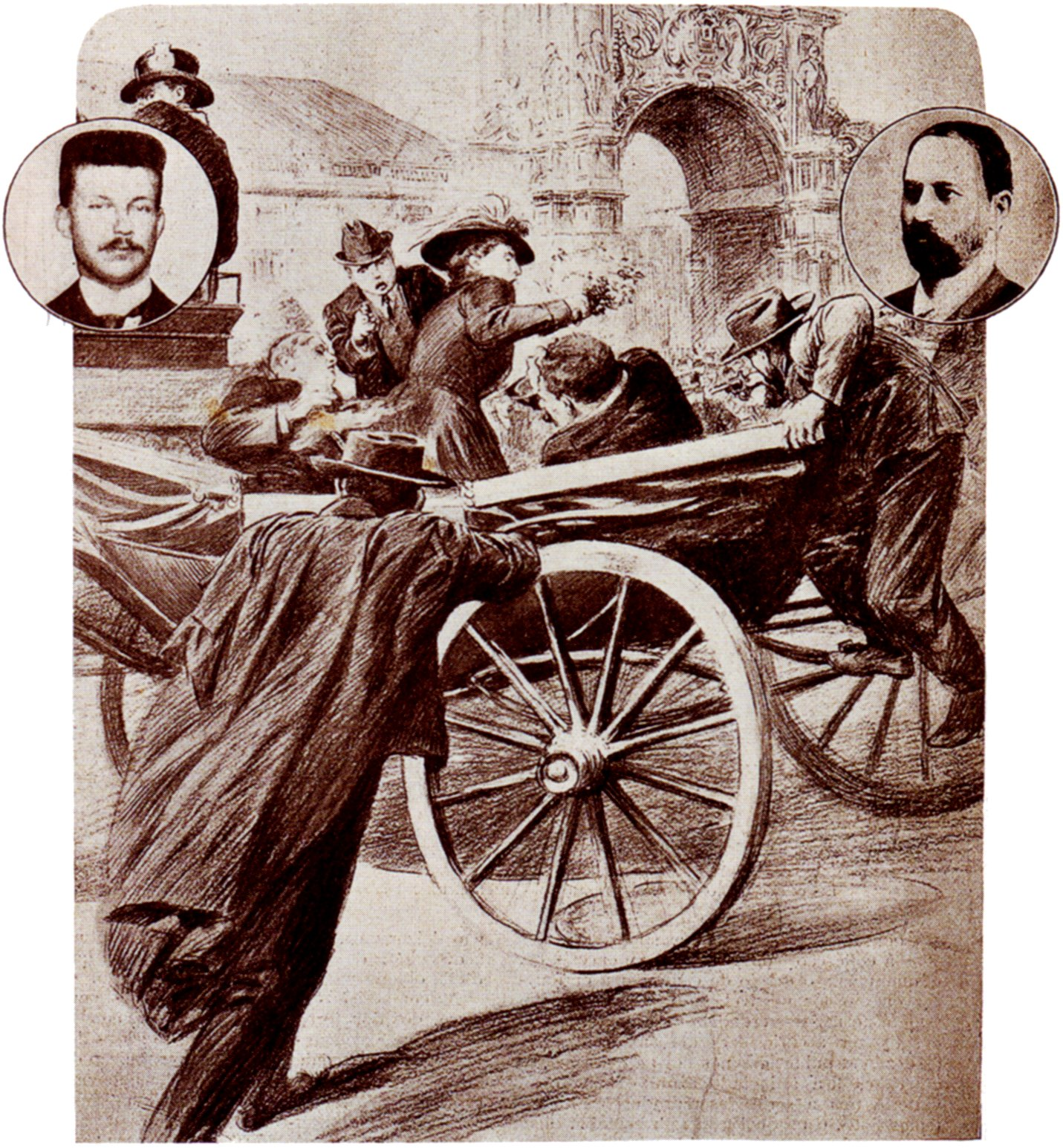
: régicide de Lisbonne.

- 1er février : régicide au Portugal. Le roi Charles Ier de Portugal et le prince héritier Louis Philippe sont assassinés à Lisbonne par des républicains agissant pour leur propre compte. Début du règne de Manuel II, roi de Portugal (fin en 1910)[47].
- 4 février : le jeune roi Manuel II de Portugal renvoie le Premier ministre João Franco et rétablit les principales libertés. Des élections sont convoquées pour le 5 avril[47]. Six ministères se succèdent de 1908 à 1910.

- 20 mars, Empire allemand : loi sur la colonisation interne (Ansiedlungsgesetz)[48]. Pour favoriser l’installation de paysans allemands dans les territoires polonais du Reich, dans le cas où les Polonais refuseraient de vendre leurs terres, le gouvernement se fait donner l’autorisation d’exproprier les récalcitrants. La procédure n’est pratiquement pas utilisée mais provoque le mécontentement des Polonais. La colonisation allemande ne progresse guère.

- 8 avril, Biarritz : début du ministère libéral d’Herbert Asquith, Premier ministre du Royaume-Uni[49] (fin en 1915).
- 19 avril : loi allemande dictant le régime des associations en Alsace-Moselle[50].
- 20 avril, Danemark : les femmes obtiennent le droit de vote aux élections communales[51].

- 1er mai : ouverture de l’exposition hispano-française de Saragosse pour célébrer le centenaire du siège de Saragosse (fin le 5 décembre)[52].
- 16 mai (3 mai du calendrier julien) : enseignement primaire obligatoire en Russie[53].

- 28 juin : verdict du procès des bombes (Bombaška afera) à Cetinje, au Monténégro[54].
- 29 juin : réorganisation générale de la curie romaine par la constitution Sapienti consilio[55]. Réforme de la « Propagande » (Congrégation pour la Propagation de la Foi) qui devient Congrégation pour l’évangélisation des peuples, par le pape Pie X, qui permet à celle-ci de se consacrer au contrôle et à l’organisation des missions.

- 5 août : les autorités britanniques fixent unilatéralement les limites de Gibraltar[56].

- 16 septembre : un décret impérial confirme le numerus clausus imposé aux Juifs dans les universités russes[57].
- 26 septembre :

- - attaque du train de Bezdany (en) près de Wilno par des socialistes polonais, dont Józef Piłsudski. 200 000 roubles de butin[58].

- - Le socialiste polonais Józef Piłsudski se réfugie en Galicie après l’échec de l’insurrection de Varsovie de 1905. Il y prépare le mouvement d’indépendance que la Première Guerre mondiale va favoriser.

- 28-30 septembre : « Conférence internationale pour la protection du travail », réunie à Lucerne (Suisse)[59]. Elle interdit le travail industriel nocturne pour les enfants de moins de quatorze ans.

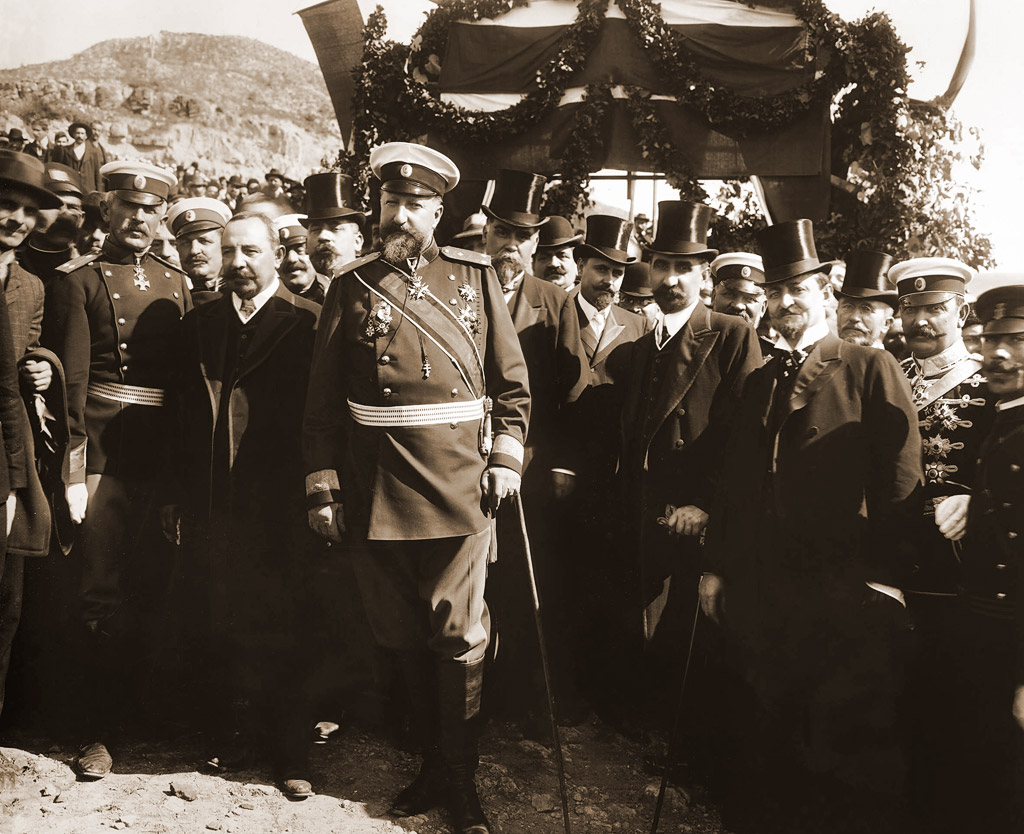
5 octobre : Ferdinand Ier proclame l’indépendance du royaume de Bulgarie.

- 5 octobre (22 septembre du calendrier julien) : l’indépendance du royaume de Bulgarie vis-à-vis de l’Empire ottoman est proclamée[39].
- 6 octobre : annexion de la Bosnie-Herzégovine par l’Autriche-Hongrie[39]. Après avoir obtenu l’accord de la Russie en échange de concessions dans les détroits, l’empereur François-Joseph d’Autriche annexe la Bosnie-Herzégovine, ce qui provoque une crise internationale. Le pays sera gouverné comme territoire commun des deux États de la monarchie austro-hongroise, sans être intégré à la Hongrie, qui ne tient pas à un accroissement des populations slaves.
- 12 octobre : la Crète est incorporée au royaume de Grèce (Eleftherios Venizelos)[60].
- 28 octobre : début de l’affaire du Daily Telegraph, à la suite d'un entretien entre le Kaiser Guillaume II et le colonel britannique Edward James Stuart Wortley publié dans le quotidien anglais, The Daily Telegraph. Elle provoque une crise politique en Allemagne ; Bernhard von Bülow perd la confiance de l’empereur et démissionne le 14 juillet 1909[61].

- 8 décembre : l’Allemagne (Aehrenthal) assure à l’Autriche-Hongrie son soutien à la suite de l’annexion de la Bosnie-Herzégovine[62]. Lâchée par ses alliés, la Russie s’incline, en conseillant à la Serbie de céder.
- 28 décembre : tremblement de terre entre la Calabre et la Sicile[63].

- Fondation du Cercle Galilée par Karl Polanyi en Hongrie, fréquenté par des radicaux, des socialistes et autres opposants[64].

## Prix Nobel
- Prix Nobel de physique : Gabriel Lippmann
- Prix Nobel de chimie : Ernest Rutherford
- Prix Nobel de physiologie ou médecine : Ilya Ilitch Metchnikov et Paul Ehrlich
- Prix Nobel de littérature : Rudolf Christoph Eucken
- Prix Nobel de la paix : Klas Pontus Arnoldson et Fredrik Bajer

## Décès en 1908

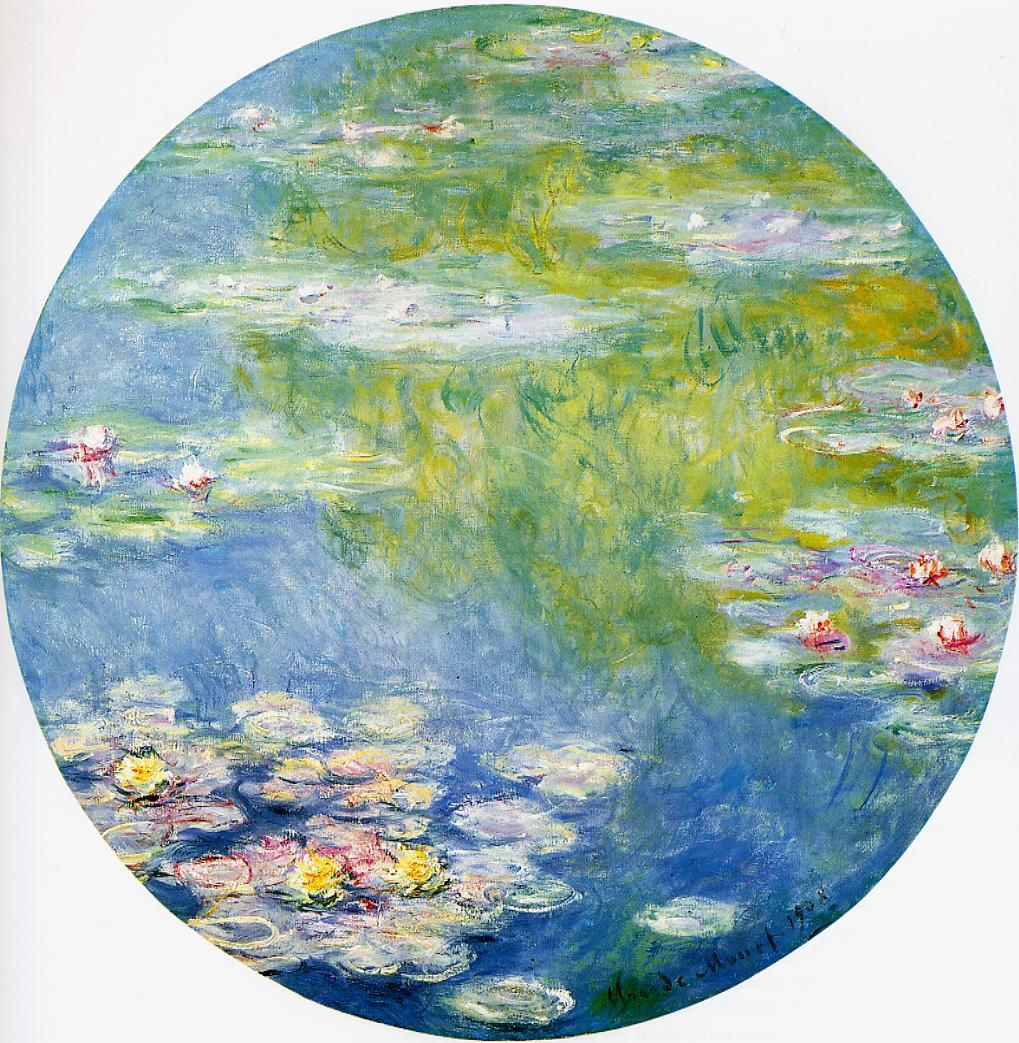
Les Nymphéas, de Claude Monet.La peinture en 1908 sur Commons